# Bárðarbunga
Bárðarbunga (['paurðarpuŋka] lyssna (fil)) är en isländsk stratovulkan som med sin krater är belägen under Vatnajökull nordväst om vulkanen Grímsvötn. Bárðarbunga ligger 2 009 meter över havet och hade ett utbrott 1910. Nästa utbrott inleddes 23 augusti 2014.

## Historik
Namnet Bárðarbunga består av leden Bárðar och bunga. Bárðar är genitiv av mansnamnet Bárður, efter vikingen Gnúpa-Bárður, som även gett namn åt dalen Bárðardalur ett flertal mil norrut. Ordet bunga betyder ’välvd kulle’, vilket glaciärisen bildar ovanpå vulkanen.
Från 2007 till 2014 ökade den seismiska aktiviteten vid vulkanen. Den 16 augusti 2014 ökade jordbävningarna i området och varningsnivån sattes till orange. Jordbävningarna förflyttade sig från själva vulkankratern längs en nordvästlig linje under glaciären Dyngjujökull, detta antogs bero på ett utflöde av magma längs en spricka under jord. Flertal stora jordbävningar skedde sedan i Bárðarbungas krater, vilket antogs bero på att mängden magma minskade i vulkanen när den flödade ut i sprickan. Den 20 augusti 2014 spärrades ett stort obebott område norr om Vatnajökull av. Detta utifrån risken att vulkanen skulle få ett utbrott under isen, vilket skulle ge upphov till ett så kallat jökellopp. Turister som befann sig i området lokaliserades och evakuerades. Den 23 augusti 2014 skedde ett litet utbrott under glaciärisen nära vulkanen, vilket ledde till att flygtrafiken stoppades över området, markerat genom att varningsnivån höjdes till röd. Det avspärrade området utökades med dalgången Jökulsárgljúfur nationalpark och turister evakuerades även därifrån och från vattenfallet i Dettifoss. Den 24 augusti 2014 skedde en jordbävning med magnituden 5,3 på Richterskalan vid den norra kanten av vulkankratern. Det var Vatnajökuls kraftigaste jordskalv sedan 1996. Den 24 augusti hävdes flygrestriktionerna och varningsnivån sänktes till orange.
Bardarbunga fick ett nytt utbrott den 29 augusti och spydde ut lava i omfattningen 50–70 m3/s, enligt Reuters. Det intilliggande basaltlavafältet är det största på 200 år. Lavan rann ut vid Holuhraun.. Utbrottet förklarades slut den 27 februari 2015.